# ألفريد ستين
ألفريد ستين (بالنرويجية البوكمول: Alfred Steen)‏ (10 يونيو 1896 – 4 مارس 1949) هو سبّاح نرويجي راحل، مثّل بلاده في الألعاب الأولمبية الصيفية 1920.

## روابط خارجية
ألفريد ستين على موقع اللجنة الأولمبية الدولية (الإنجليزية)
- ألفريد ستين على موقع أوليمبيديا (الإنجليزية)